# 季什夫 (馬林區)
50°51′29″N 29°4′28″E / 50.85806°N 29.07444°E
季什夫（烏克蘭語：Тишів），是烏克蘭北部的村莊，隸屬日托米爾州的科羅斯滕區。該村始建於1928年，面積1.68平方公里，海拔高度181米，2001年人口213，人口密度每平方公里126.48人。